# 宇文仲逵
宇文仲逵（743年—820年1月21日），字长儒，代郡武川镇（今内蒙古自治区呼和浩特市武川县）人，北周宇文氏后裔，唐朝介国公。

## 生平
元和十五年正月三日（820年1月21日），二王后介国公宇文仲逵在京兆府富平县私人住宅中去世，虚岁七十八。有关部门按照过去的典章祭奠他。元和十五年十一月四日壬寅（820年12月12日），迁葬于万年县洪原乡少陵原家族旧墓。

## 家庭

### 曾祖
- 宇文离，唐朝介国公[1]

### 祖父
- 宇文超，唐朝介国公[1]

### 父亲
- 宇文晏，唐朝介国公[1]

### 子女
- 宇文士元，唐朝忻王府功曹掾[1]
- 宇文士偕[1]
- 宇文士则[1]